# TNA Final Resolution
Pour les articles homonymes, voir Final Resolution.

Logo de TNA Final Resolution après 2010

Logo de TNA Final Resolution avant 2010

Final Resolution est un pay-per-view de catch de la Total Nonstop Action Wrestling qui se déroule chaque année au mois de décembre. Il est considéré comme l'un des évènements en PPV les plus importants de la TNA car il figure tout à la fin de l'année, et a déjà été le lieu des matchs de haute volée.

## Événement
| #  | Événement               | Date             | Ville                | Arène            | Main Event                                                                         | Temps |
| -- | ----------------------- | ---------------- | -------------------- | ---------------- | ---------------------------------------------------------------------------------- | ----- |
| 1  | Final Resolution (2005) | 16 janvier 2005  | Orlando, Floride     | TNA Impact! Zone | Jeff Jarrett (c) vs. Monty Brown pour le NWA World Heavyweight Championship        | 16:17 |
| 2  | Final Resolution (2006) | 15 janvier 2005  | Orlando, Floride     | TNA Impact! Zone | Christian Cage et Sting vs. Jeff Jarrett et Monty Brown                            | 15:35 |
| 3  | Final Resolution (2007) | 14 janvier 2007  | Orlando, Floride     | TNA Impact! Zone | Abyss (c) vs. Christian Cage vs. Sting pour le NWA World Heavyweight Championship  | 13:18 |
| 4  | Final Resolution (2008) | 6 janvier 2008   | Orlando, Floride     | TNA Impact! Zone | Kurt Angle (c) vs. Christian Cage pour le TNA World Heavyweight Championship       | 18:45 |
| 5  | Final Resolution (2008) | 7 décembre 2008  | Orlando, Floride     | TNA Impact! Zone | Main Event Mafia vs. The TNA Front Line pour le TNA World Heavyweight Championship | 21:24 |
| 6  | Final Resolution (2009) | 20 décembre 2009 | Orlando, Floride     | TNA Impact! Zone | AJ Styles (c) vs. Daniels pour le TNA World Heavyweight Championship               | 21:02 |
| 7  | Final Resolution (2010) | 5 décembre 2010  | Orlando, Floride     | TNA Impact! Zone | Jeff Hardy (c) vs. Matt Morgan pour le TNA World Heavyweight Championship          | 12:31 |
| 8  | Final Resolution (2011) | 11 décembre 2011 | Orlando, Floride     | TNA Impact! Zone | Bobby Roode (c) vs. AJ Styles pour le TNA World Heavyweight Championship           | 30:00 |
| 9  | Final Resolution (2012) | 9 décembre 2012  | Orlando, Floride     | TNA Impact! Zone | Jeff Hardy (c) vs. Bobby Roode pour le TNA World Heavyweight Championship          | 23:00 |
| 10 | Final Resolution (2013) | 19 décembre 2013 | Orlando, Floride     | TNA Impact! Zone | Jeff Hardy vs. Magnus pour le TNA World Heavyweight Championship vacant            | 17:42 |
| 11 | Final Resolution (2020) | 12 décembre 2020 | Nashville, Tennessee | TNA Impact! Zone | Rich Swann (c) vs. Chris Bey pour le Impact World Championship                     | 19:59 |

## Résultats

### 2005
Final Resolution 2005 s'est déroulé le 16 janvier 2005 à l'iMPACT! Zone d'Orlando en Floride.
- Dark match : The Naturals (Chase Stevens et Andy Douglas) def. Johnny B. Badd et Sonny Siaki (5:02)
  - Stevens a effectué le tombé sur Siaki après un coup de chaîne.
- Dark match : Chris Candido def. Cassidy Riley (5:05)
  - Candido a effectué le tombé sur Riley après un Diving Headbutt.
- 3Live Kru (Ron Killings, Konnan et B.G. James) def. Kazarian, Michael Shane et Christopher Daniels (8:21)
  - Killings a effectué le tombé sur Shane après un sidekick.
- Elix Skipper def. Sonjay Dutt (10:12)
  - Skipper a effectué le tombé sur Dutt après un Ura-nage.
- Dustin Rhodes def. Kid Kash (10:50)
  - Rhodes a effectué le tombé sur Kash après un Bulldog.
- Erik Watts def. Raven (10:19)
  - Watts a effectué le tombé sur Raven après un Chokeslam.
- Jeff Hardy def. Scott Hall (avec Roddy Piper en tant qu'arbitre spécial) (5:42)
  - Hardy a effectué le tombé sur Hall après une Swanton Bomb.
  - Après le match, Hardy était attaqué par Abyss.
- Monty Brown def. Diamond Dallas Page et Kevin Nash dans un Triple Threat Elimination match (9:40)
  - Page a éliminé Nash en l'envoyant par-dessus la troisième corde (5:54)
  - Brown a effectué le tombé sur Page après un Pounce pour devenir l'aspirant numéro un au NWA World Heavyweight Championship (9:40)
- America's Most Wanted (Chris Harris et James Storm) def. Team Canada (Bobby Roode et Eric Young) (w/Coach D'Amore) pour remporter le NWA World Tag Team Championship (19:12)
  - Harris a effectué le tombé sur Young avec un roll-up après un coup de chaise accidentel de Johnny Devine.
- A.J. Styles def. Petey Williams (w/Coach D'Amore) (c) et Chris Sabin dans un Ultimate X match pour remporter le TNA X Division Championship (19:55)
  - Styles l'a emporté en faisant un springboard de la troisième corde pour décrocher la ceinture.
- Jeff Jarrett def. Monty Brown pour conserver le NWA World Heavyweight Championship (16:17)
  - Jarrett a effectué le tombé sur Brown après trois Strokes.

### 2006
Final Resolution 2006 s'est déroulé le 15 janvier 2006 à l'iMPACT! Zone d'Orlando en Floride.
- Dark match : Team Canada (Petey Williams, Eric Young et A-1) def. Lance Hoyt, Jay Lethal et Kenny King (5:54)
  - Williams a effectué le tombé sur Lethal après un Canadian Destroyer.
- Dark match : The Latin American Exchange (Homicide et Konnan) def. The Naturals (Andy Douglas et Chase Stevens) (3:50)
  - Homicide a effectué le tombé sur Stevens après que Konnan frappait Stevens avec un bâton.
- Alex Shelley, Austin Aries et Roderick Strong def. Chris Sabin, Matt Bentley et Sonjay Dutt (w/Traci) (10:32)
  - Shelley a effectué le tombé sur Bentley avec un petit paquet.
- The James Gang (Kip James et B.G. James) def. The Diamonds in the Rough (David Young et Elix Skipper) (w/Simon Diamond) (7:47)
  - Kip a effectué le tombé sur Skipper après un Cobra Clutch Slam.
- A.J. Styles def. Hiroshi Tanahashi (11:03)
  - Styles a effectué le tombé sur Tanahashi après un Styles Clash.
  - Pendant le match, Shannon Moore intervenait et tentait de frapper Styles avec sa plaque "Mr. TNA" mais il frappait accidentellement Tanahashi.
- Sean Waltman def. Raven dans un Raven's Rules match (10:00)
  - Waltman a effectué le tombé sur Raven après un X-Factor du haut d'une échelle à travers une table. Larry Zbyszko faisait le tombé après que l'arbitre était à terre, et il ignorait que l'un des pieds de Raven était sur les cordes pendant le décompte.
  - À la suite de cette défaite, Raven était viré de la TNA.
- Bobby Roode (w/Coach D'Amore) def. Ron Killings (9:53)
  - Roode a effectué le tombé sur Killings après un Northern Lariat quand Konnan le distrayait.
- Abyss (w/James Mitchell) def. Rhino (9:18)
  - Abyss a effectué le tombé sur Rhino après un Black Hole Slam sur une chaise.
- America's Most Wanted (Chris Harris et James Storm) (w/Gail Kim) def. Team 3D (Brother Ray et Brother Devon) pour conserver le NWA World Tag Team Championship (12:41)
  - Harris a effectué le tombé sur Ray après un 3D sur Harris.
- Samoa Joe def. Christopher Daniels pour conserver le TNA X Division Championship (15:30)
  - Christopher Daniels a abandonné sur la coquina clutch de Samoa Joe.
- Sting et Christian Cage def. Jeff Jarrett et Monty Brown (15:35)
  - Sting a effectué le tombé sur Jarrett après un Scorpion Death Drop.

### 2007
Final Resolution 2007 s'est déroulé le 14 janvier 2007 à l'iMPACT! Zone d'Orlando en Floride. 
- Dark match: Jason Riggs et Johnny Riggs def. Serotonin (Kazarian et Johnny Devine)
  - Riggs a effectué le tombé sur Devine.
- Dark match : Lance Hoyt def. Chase Stevens (2:04)
  - Hoyt a effectué le tombé sur Stevens après un Fireman's Carry Flapjack.
- Rhino def. A.J. Styles dans un Last Man Standing match (14:44)
  - Styles n'a pu répondre au compte de dix après que Rhino portait deux Gores.
- Chris Sabin def. Christopher Daniels (c) et Jerry Lynn dans un Triple Threat match pour remporter le TNA X Division Championship (11:42)
  - Sabin a effectué le tombé sur Lynn avec un roll-up.
- Paparazzi Championship Series finals: Alex Shelley def. Austin Starr (10:18)
  - Les juges étaient "Samolian Joe", "Big Fat Oily Guy" et Bob Backlund.
  - Shelley a effectué le tombé sur Starr avec un roll-up, et Shelley s'est vu remettre un trophée.
- James Storm (w/Gail Kim) def. Petey Williams (6:41)
  - Storm a effectué le tombé sur Williams en s'aidant des cordes sur un roll-up.
  - Jacqueline faisait son retour en TNA et délivrait un Death Sentence avec Storm à Kim.
- The Latin American Exchange (Homicide et Hernandez) def. Team 3D (Brother Ray et Brother Devon) par disqualification pour conserver le NWA World Tag Team Championship (10:40)
  - Team 3D était disqualifié après qu'un Brother Runt ivre intervenait.
- Kurt Angle def. Samoa Joe 3-2 dans un Iron Man match (30:00)
  - Joe a fait abandonner Angle sur le Coquina Clutch (12:54)
  - Angle a fait abandonner Joe sur le Ankle Lock (16:03)
  - Angle a fait abandonner Joe sur le Ankle Lock (18:56)
  - Joe a effectué le tombé sur Angle après un Muscle Buster (22:19)
  - Angle a effectué le tombé sur Joe avec un cradle pin (24:41) pour remporter une chance au NWA World Heavyweight Championship à Against All Odds.
- Christian Cage (w/Tyson Tomko) def. Abyss (c) (w/James Mitchell) et Sting dans un Three Way Elimination match pour remporter le NWA World Heavyweight Championship (13:06)
  - Sting a effectué le tombé sur Abyss après un Scorpion Death Drop (5:26)
  - Cage a effectué le tombé sur Sting après un Frog Splash (13:06)
  - L'enforcer de Cage, Tomko, était enfermé dans une cage au bord du ring.

### 2008
Final Resolution 2008 se s'est déroulé 6 janvier 2008 à l'iMPACT! Zone d'Orlando en Floride.
- The Latin American Exchange (Homicide et Hernandez) battent Lance Hoyt/Jimmy Raven (6:48)
  - Hernandez pinne Hoyt après un Border Toss de la 3e corde
- Kaz def. Black Reign (7:28)
- Gail Kim def Awesome Kong dans un No Disqualification match pour conserver le TNA Women's Championship (12;44)
- Judas Messias défait Abyss (11:03)
  - Judas pinne Abyss avec un Straight To Hell sur une chaise entourée de barbelés

- Johnny Devine / Team 3D (Brother Ray and Brother Devon) def Jay Lethal / Motor City Machine Guns (Chris Sabin and Alex Shelley) dans un Ultimate X match pour conserver la possession du TNA X Division Championship (12:02)
  - Brother Devon décroche le "X" en utilisant une échelle

- Dans un concours de boisson James Storm défait Eric Young 2 manches à 1 et aura le droit de décider de la stipulation du combat qu'il l'opposera à Eric Young à Against All Odds
- The Main event Mafia (Kevin Nash, Scott Steiner, Booker T et Sting) défont The Frontline (A.J. Styles, Samoa Joe et Dudley Boyz)

Sting a effectué le tombé sur Joe après un Scorpion Death Drop.